# 亚硫酸铵
亚硫酸铵是亚硫酸的铵盐，化学式{\displaystyle {\rm {\ (NH_{4})_{2}SO_{3}}}}。

## 制备
亚硫酸铵可以由氨和二氧化硫在水溶液中反应而成：
{\displaystyle {\ce {2 NH3 + SO2 + H2O -> (NH4)2SO3}}}
亚硫酸铵在气体洗涤器中由氢氧化铵生产，用于去除发电厂排放物中的二氧化硫。产物亚硫酸铵会被空气氧化成硫酸铵。

## 性质
亚硫酸铵是还原剂，加热生成二氧化硫和氮氧化物。
亚硫酸铵的比重为 1.41.，折射率 1.515。

## 用途
亚硫酸铵和硫反应，可以得到硫代硫酸铵。
亚硫酸铵可用作直发剂和卷发剂。由于氢氧化钠会破坏头发，铵基美发产品已取代氢氧化钠基产品。
最常见的含亚硫酸铵的食品是焦糖色素 E150d。根据FDA的说法，焦糖色素含有亚硫酸铵、亚硫酸钾或亚硫酸钠。
亚硫酸铵用作摄影中定影剂的防腐剂。冲洗胶卷照片时，亚硫酸铵可以作为还原剂，用于保存定影剂（硫代硫酸钠或硫代硫酸铵）。
亚硫酸铵也可以制造砖头。用亚硫酸铵制成的砖主要用于高炉内衬。
亚硫酸铵是用于冷金属加工的润滑剂的成分，这类润滑剂旨在减少摩擦以降低热量产生并防止杂质进入金属。